# Au bout des droits
Au bout des droits est une émission de télévision québécoise en six épisodes de 30 minutes animée par la journaliste et autrice Isabelle Marjorie Tremblay et présentée à partir du 16 mars 2022 sur la chaîne Savoir média.

## Synopsis
La série documentaire explore et vulgarise le droit et les enjeux légaux à partir d'histoires réelles vécues par des citoyens,. Allant à la rencontre de 12 victimes et de 16 juristes, elle propose des capsules accessibles qui éclairent certains aspects méconnus de la loi.

## Épisodes
Chaque épisode s'intéresse à un ou deux enjeux du droit :  la négligence criminelle et le vol d’identité; la cyberintimidation et le vice caché; l'agression sexuelle; la fraude financière et le liquidateur malveillant; la discrimination et le profilage racial; les locataires négligents et le propriétaire fautif.

### Négligence criminelle et vol d’identité
Dans cet épisode, Isabelle Marjorie Tremblay s’entretient avec une victime de négligence criminelle et un jeune homme victime de vol d’identité. Y interviennent :
- Danièle Boutet, victime de négligence criminelle ;
- Me Richard Dubé, avocat-criminaliste ;
- Me Nour Farhat, avocate spécialisée en droit criminel et constitutionnel à Juripop ;
- Maxime Bégin, victime de vol d'identité ;
- Me Audrey Roy-Cloutier, procureure et porte-parole du Directeur des poursuites criminelles et pénales.

### Cyberintimidation et vice caché
Isabelle Marjorie Tremblay discute avec la députée Catherine Dorion, qui témoigne de son expérience de la cyberintimidation, et avec un jeune couple victime de vice caché après son premier achat. Y interviennent :
- Catherine Dorion, victime de cyberintimidation ;
- Me Chanel Alepin, avocate ;
- Jessica Phaneuf, victime d'un vice caché ;
- Me Perry Alimbertis, avocat et directeur de l'Aide juridique de Montréal ;
- Me Annie Rainville, avocate de l'Aide juridique de Montréal.

### Agression sexuelle
L'animatrice s'entretient avec Caroline Tosti, une victime d’agression sexuelle qui a décidé de porter plainte contre son agresseur. Y interviennent :
- Caroline Tosti, victime d'agression sexuelle ;
- Me Raphaëlle Desvignes, avocate ;
- Me Caroline Gagnon, bâtonnière du Barreau de Québec, Cabinet Jurisolutions Champlain ;
- Me Stéphanie Valois, avocate spécialisée en droit de l’immigration et des réfugié.e.s.

### Fraude financière et liquidateur malveillant
Isabelle Marjorie Tremblay rencontre la victime d’un liquidateur malveillant dans une cause de chicane de succession, puis un couple de retraités victime de fraude financière. Y interviennent :
- Nicolas Gagnon, victime d'un liquidateur malveillant ;
- Danielle Beausoleil, notaire ;
- Sylvio Gagnon, victime d'une fraude financière ;
- Me Catherine Sylvestre, avocate en litige civil et en actions collectives ;
- Me Ann M. Soden, avocate émérite spécialisée en droit des aîné.e.s.

### Discrimination et profilage racial
L'épisode éclaire les visages de la discrimination à travers les histoires d'un homme atteint de cécité et d'une victime de profilage racial. Y interviennent :
- Me Nour Farhat, avocate spécialisée en droit criminel et constitutionnel à Juripop ;
- Joël DeBellefeuille, victime de profilage racial ;
- Me Geneviève Griffin, conseillère juridique à la Commission des droits de la personne et des droits de la jeunesse ;
- Me Bruce W. Johnston, avocat spécialisé en actions collectives au Cabinet TJL ;
- Françoise Champagne, victime de discrimination ;
- Guy Huard, victime de discrimination.

### Locataires négligents et propriétaire fautif
Isabelle Marjorie tremblay s'intéresse aux deux facettes légales de la relation propriétaire-locataire. Y interviennent :
- Josée Gohier, victime de locataires négligents ;
- Me Marjolaine Condrain-Morel, avocate et vulgarisatrice juridique senior à Éducaloi ;
- Mélanie Bélanger, victime d'un propriétaire fautif ;
- Me Annie Rainville, avocate de l'Aide juridique de Montréal ;
- Me Alexis Wawanoloath, avocat spécialisé en droits des peuples autochtones.